# Neuroplastyczność
Neuroplastyczność (plastyczność mózgu) – zdolność tkanki nerwowej do tworzenia nowych połączeń, mających na celu ich reorganizację, adaptację, zmienność i samonaprawę oraz procesy uczenia się i pamięci. Jest to powszechna cecha neuronów, występująca na wszystkich piętrach układu nerwowego.

## Historia
W XX wieku badania tkanki nerwowej prowadzone przez Santiago Ramón y Cajal skłoniły go do wyprowadzenia twierdzenia, iż „W dorosłych ośrodkach nerwowych szlaki nerwowe są ustalone, zakończone, nie do zmienienia. Wszystko może umrzeć, nic nie zregeneruje”. Pierwsze wzmianki przeciw tej teorii zamieścił w swojej pracy Jerzy Konorski. W książce Organization of conditioned reflexes (1948) pojęciem plastyczności określa trwałe przekształcenia w układach neuronów, a zmiany wskutek tego procesu zmianami plastycznymi. Te spostrzeżenia były negowane przez środowisko naukowe i dopiero Geoffrey Raisman w roku 1969 udowodnił empirycznie, przedstawiając zdjęcia z mikroskopu elektronowego, że uszkodzenie mózgu w rejonie formacji hipokampa prowadzi do powstawania nowych synaps. Jednostronne uszkodzenie powodowało eliminację synaps, tworzonych przez degenerujące aksony i powstawanie nowych. Kolejne badania – Walla (1970), Torstena Wiesela i Davida Hubla (1972) – potwierdziły teorię plastyczności.

## Rodzaje plastyczności
Na poziomie systemowym plastyczność to właściwość układu nerwowego, która zapewnia jego zdolność do adaptacji, zmienności, samonaprawy, uczenia się i zapamiętywania. Jest to powszechna cecha neuronów, wykrywana na wszystkich piętrach układu nerwowego.
Wyróżnia się:
- plastyczność rozwojową – najbardziej podstawowy rodzaj, dotyczy dostosowania się młodego organizmu do środowiska w wyniku interakcji z nim; we wczesnym okresie rozwoju mózg wykazuje większą plastyczność i skłonność do tworzenia nowych połączeń nerwowych np. nauka chodzenia, mówienia
- plastyczność pouszkodzeniową (kompensacyjną) dorosłego mózgu – w wyniku ubytku tkanki nerwowej odpowiedzialnej za czynność lub funkcje, tworzona jest nowa sieć połączeń nerwowych, które przejmują funkcje utraconych obszarów, np. odzyskanie władzy nad sparaliżowaną pod wpływem udaru kończyną
- plastyczność wywołaną wzmożonym doświadczeniem czuciowym lub ruchowym – ten typ odnosi się przede wszystkim do doświadczeń powielanych, czynności które zachodzą często a szlaki neuronalne są wzmacniane poprzez ciągłe powtarzanie
- plastyczność związaną z uczeniem się i pamięcią – tworzenie ścieżek neuronalnych, kiedy poprzez powtarzanie czynności i utrwalanie jej w pamięci tworzą się nowe połączenia
- plastyczność występująca przy powstawaniu uzależnień – w wyniku pobudzenia w układzie nagrody (dopaminergicznym) dochodzi do utrwalenia zachowania, mechanizm ewolucyjny skłaniający człowieka do powielania zyskownych (dla organizmu) czynności. Jest to podłożem dla powstania nowych dróg neuronalnych – substancje powodujące uzależnienia są neuroprzekaźnikami (np. kofeina, nikotyna) ich pojawienie się powoduje wzmocnienie połączeń synaptycznych
- plastyczność patologiczna występującą np. przy epileptogenezie czy bólu neuropatycznym[1].

Mimo tak dużej różnorodności, u podstaw wszystkich zmian plastycznych leży zmiana siły połączeń międzyneuronalnych, czyli zmiana siły i liczby połączeń synaptycznych.

## Przykłady
Efekty zjawiska neuroplastyczności można zaobserwować w wielu dziedzinach życia:
Aktywność fizyczna
Wszelka aktywność fizyczna, która wymaga nauki nowych czynności oraz angażuje świadomą uwagę, powoduje polepszenie funkcji umysłowych, wzmocnienie połączeń synaptycznych i zapobiega procesom degradacyjnym mózgu związanym z wiekiem. Również systematyczny wysiłek fizyczny sprzyja lepszemu i szybszemu tworzeniu się nowych połączeń synaptycznych, co z kolei może być spowodowane zwiększoną wydolnością sercowo-naczyniową organizmu.
Medytacja
Richard Davidson, neurolog z Uniwersytetu Wisconsin, prowadził doświadczenia we współpracy z Dalajlamą w sprawie skutków medytacji na mózg. Jego wyniki wskazują, że długoterminowe lub krótkoterminowe praktyki medytacyjne wpływają na aktywności w obszarach mózgu związanych z takimi cechami jak uwaga, niepokój, depresja, strach, gniew, czy zdolność organizmu do samoleczenia. Te zmiany funkcjonalne mogą być spowodowane przez zmiany w fizycznej strukturze mózgu.
Echolokacja
Echolokacja u osób niewidomych to wyuczona zdolność ludzi do lokalizacji obiektów znajdujących się w otoczeniu, po emisji dźwięku (kląskanie, uderzanie językiem o podniebienie lub stukanie laską) osoba wsłuchuje się w echa dźwiękowe powstałe w wyniku zetknięcia się fali akustycznej z napotkanym obiektem i na tej podstawie wnioskowanie o jego położeniu (np. niewidomy podróżnik James Holman, Daniel Kish). Badania w 2010 z wykorzystaniem rezonansu magnetycznego wykazały, że do nowej umiejętności echolokacji przystosowane są części mózgu związane z przetwarzaniem wizualnym.

### Orientacja przestrzenna
Kandydaci na taksówkarzy black cab w Londynie muszą zdać egzamin Knowledge of London, który wymaga bardzo dobrej znajomości miasta, nazw ulic i tras. Podczas egzaminu taksówkarze muszą bez patrzenia na mapę odpowiedzieć jaka jest najkrótsza trasa między dwoma punktami, wymieniając nazwy ulic na tym odcinku. Badacze z University College London odkryli, że taksówkarze ci mają większą objętość tylnego regionu hipokampu, który odpowiada za reprezentację przestrzenną i nawigacje.